# Maria da Graça Barros Sartori
Maria da Graça Barros Sartori (Júlio de Castilhos, ? — Santa Maria, 14 de janeiro de 2014), foi uma professora, pesquisadora, geógrafa e climatologista brasileira.
Iniciou seus estudos em 1968 no curso de licenciatura da Universidade Federal de Santa Maria (UFSM), focada na área de Geografia Física. Concluída a graduação em 1972, imediatamente passou para o mestrado na Universidade de São Paulo (USP), defendendo em 1979 a dissertação O Clima Urbano de Santa Maria – do Regional ao Urbano, louvada pela originalidade de sua contribuição. Em seguida passou a dar aulas no Curso de Geografia da Faculdade Imaculado Coração, em Santa Maria, onde permaneceu até 1980, quando passou a lecionar na UFSM, ministrando várias disciplinas, e chegando à posição de chefe do Departamento de Geociências entre 1992 e 1994.
Em 1995 pediu afastamento para realizar seu doutorado na USP, centrada na pesquisa do clima urbano de Santa Maria e as repercussões sobre o planejamento territorial. A concepção inicial não rendeu como o esperado, então o projeto foi redirecionado para a área de ambiência atmosférica e percepção climática, a primeira pesquisadora no Brasil a penetrar neste domínio. Assim, como afirmou o pesquisador da USP Cássio Wollmann, a tese defendida em 2000, Clima e Percepção, tornou-se obra de referência no campo da Climatologia Geográfica brasileira, "bibliografia obrigatória nesta temática em todo o território nacional". Sua pesquisa estabeleceu associações com várias outras áreas da ciência, incluindo a Epistemologia da Geografia, a Filosofia da Ciência, Fenomenologia, Psicologia, Biologia, Bioclimatologia, Climatologia Urbana, Medicina e Meteorologia, e a própria metodologia utilizada foi inovadora e se tornou modelo para outros pesquisadores. Segundo Wollmann, 
"A autora aborda os fundamentos teóricos da percepção climática pelo homem que influencia seu ajustamento ao meio atmosférico. Como os indivíduos percebem o tempo e o clima é assunto principal no campo da percepção ambiental, influenciando nas suas sensações de conforto e de desconforto físico e mental. Os fundamentos da Bioclimatologia Humana mostram de que maneira e porque o organismo reage às mudanças nas condições de tempo, e que tipo de reações podem lhe ser impostas. A metodologia utilizada pela autora possibilitou novos avanços na interpretação da gênese de fenômenos climáticos analisada em escala regional e sub-regional, bem como na identificação e análise de atitudes, sensações e significados envolvidos na percepção do tempo e do clima, contribuição ímpar à Climatologia Geográfica brasileira, e até mesmo mundial".
Neste sentido, por exemplo, as pesquisas que ela e seus orientandos desenvolveram sobre a influência do vento norte da região de Santa Maria sobre o comportamento humano resultaram em conclusões que têm paralelos em tradições e ditados populares que falam de tal vento como uma força perturbadora, violenta e perigosa, mostrando que nos dias em que o vento ocorre a violência doméstica aumenta significativamente: "cerca de 70% das pessoas que entram em contato com o forte vento apresentam alterações de humor. A irritação causada pelo fenômeno potencializa, portanto, comportamentos violentos. [...] Entre 2001 e 2007, a ocorrência de violência doméstica teve uma elevação de 30% durante o período de incidência do Vento Norte".
Após a defesa de sua tese, conforme Wollmann, seriam publicados nos anos subsequentes mais cinco outros artigos "que se tornariam referencial no entendimento da circulação atmosférica regional para o sul do Brasil, e em especial, para o Rio Grande do Sul". Também merecem nota o artigo que escreveu a convite da Associação dos Geógrafos Brasileiros para comemorar os 20 anos da Revista Terra Livre, que resultou em uma ampla análise da percepção humana da variabilidade dos sistemas atmosféricos e que foi ao mesmo tempo um balanço de sua produção acadêmica, e o que escreveu para o Instituto de Estudos Avançados da USP por ocasião do IV Ciclo de Estudos de Geografia: mudanças climáticas no âmbito mundial - Mudanças climáticas e aquecimento global: muitas dúvidas... poucas certezas, que acabou virando um capítulo de livro, enfatizando o papel decisivo que a mídia desempenha na percepção popular sobre as mudanças climáticas contemporâneas, considerando a cobertura em geral sensacionalista e parcial.
Foi a fundadora do Mestrado em Geografia da UFSM e uma das fundadoras da Associação Brasileira de Climatologia (ABClima), e como tal integrante do Conselho Editorial da Revista Brasileira de Climatologia. É tida como uma grande climatologista, tendo contribuído expressiva e originalmente para o avanço desta ciência no Brasil. Seu falecimento foi marcado com uma nota de pesar da ABClima, sendo descrita como “uma mulher íntegra, forte, corajosa, elegante, além de excelente professora e pesquisadora”. Foi casada com Pedro Luiz Pretz Sartori, também pesquisador e docente universitário, com obra significativa na área da Geologia, Mineralogia e Petrologia, tendo dois filhos, Daniel e Débora.